# William Norman Grigg
William Norman Grigg (4. februar 1963 - 12. april 2017) var en amerikansk forfatter af blandet mexicansk og irsk afstamning. Han var en senior og flittig forfatter på den amerikanske konservative organisation John Birch Societys ugemagasinet The New American. Hans holdninger var stærkt prægede af liberalisme, antikommunisme og amerikansk konstitutionalisme. Siden 26. juni 2004 skrev ahn for det liberalistiske magasin LewRockwell.com. Derudover var han med Kevin Shannon været medvært på radioprogrammet The Right Source i perioden fra den 30. december 2005 til den 4. maj 2007 og lavede et kort radioindslag kaldet A Liberty Minute alle hverdage siden den 19. februar 2007.